# Bhawania
Genre
Synonymes
- Psectra Grube, 1868

Bhawania est un genre de vers marins polychètes de l'ordre des Phyllodocida et de la famille des Chrysopetalidae.

## Systématique
Le genre Bhawania a été créé en 1861 par le naturaliste autrichien Ludwig Karl Schmarda (1819-1908) avec comme espèce type Bhawania myrialepis par monotypie,.

## Liste des espèces
Selon World Register of Marine Species (9 décembre 2022) :
- Bhawania amboinensis Horst, 1917
- Bhawania bastidai Cruz-Gómez, 2021
- Bhawania brunnea Morgado & Amaral, 1981
- Bhawania cryptocephala Gravier, 1901
- Bhawania goodei Webster, 1884
- Bhawania heteroseta Perkins, 1985
- Bhawania multisetosa Hartmann-Schröder, 1981
- Bhawania myrialepis Schmarda, 1861
- Bhawania obscura (Grube, 1868)
- Bhawania pottsiana Horst, 1917
- Bhawania riveti (Gravier, 1908)

## Publication originale
- Ludwig K. Schmarda, « Neue Turbellarien, Rotatorien und Anneliden Beobachted und Gesammelt auf einer Reise um die Erdr 1853 bis 1857. Zweite Halfte », Neue wirbellose Thiere beobachtet und gesammelt auf einer Reise um die Erde 1853 bis 1857, Leipzig, Inconnu, vol. 2,‎ 1861, p. 1-164 (lire en ligne).